# 6212 Franzthaler
6212 Franzthaler este o planetă minoră (asteroid), cu un diametru de 11,198 km, din centura de asteroizi. A fost descoperită pe 23 iunie 1993 la Observatorul Palomar de Michael Nassir⁠(d) și a fost numită după Franz Thaler⁠(d). 
Obiectul prezintă o orbită caracterizată de o semiaxă mare de 2,4746207 UAi, o excentricitate de 0,13, o înclinație de 11,34161 ° în raport cu ecliptica.